# Not Fair
"Not Fair" to piosenka country pop stworzona przez Lily Allen i Grega Kurstina na drugi album studyjny Allen, It’s Not Me, It’s You (2009). Wyprodukowany przez Kurstina, utwór wydany został jako drugi singel promujący krążek dnia 20 marca 2009 w Wielkiej Brytanii.

## Informacje o singlu
Utwór porusza problem Allen z jej chłopakiem, który nie zadowala jej seksualnie. W piosence Lily stwierdza, że to nie fair, gdyż kocha i lubi go, jednak nie w sypialni. W kompozycji zawarte jest kontrowersyjne słownictwo opisujące pozycje seksualne, przez co w wielu rozgłośniach radiowych emitowana jest ocenzurowana wersja "Not Fair".
Singel oficjalnie ukazał się dnia 20 marca 2009 w systemie digital download, natomiast dwa miesiące później, 11 maja 2009 w formacie CD singel. Utwór zadebiutował na notowaniu UK Singles Chart na pozycji #16 tydzień po ukazaniu się kompozycji za pośrednictwem iTunes Store stając się jedną z najwyższej notowanych piosenek digital download w Wielkiej Brytanii. By promować singel wokalistka zaprezentowała "Not Fair" w programie Ant & Dec's Saturday Night Takeaway brytyjskiej stacji ITV dnia 21 marca 2009.

## Wydanie singla
W Wielkiej Brytanii utwór znalazł się na notowaniu UK Singles Chart dwa miesiące przed premierą singla na pozycji #200, dzięki sprzedaży kompozycji przez witryny internetowe. "Not Fair" powrócił na listę tydzień po premierze piosenki w iTunes Store na miejsce #16. Trzy tygodnie później singel zajął pozycję w Top 10 zestawienia, by po premierze w formacie CD singel osiąść na miejscu #5. Kompozycja spędziła w sumie na notowaniu piętnaście tygodni, stając się czwartym utworem Lily Allen, który znalazł się w Top 10 listy. W Irlandii singel zadebiutował dnia 26 marca 2009 na pozycji #30. Tydzień później kompozycja zanotowała wysoki awans na miejsce #17, by w ósmym tygodniu od debiutu znaleźć się na pozycji #3. "Not Fair" jest do tej pory najwyżej notowanym singlem wydanym przez wokalistkę na oficjalnym irlandzkim notowaniu oraz drugim, który zajął miejsce w Top 5 zestawienia.

## Teledysk
Teledysk do singla nagrywany był w Los Angeles dnia 19 lutego 2009 i reżyserowany przez Melinę Matsoukas. Klip miał premierę dnia 17 marca 2009 za pośrednictwem oficjalnego kanału YouTube wokalistki.
Videoclip rozpoczyna ujęcie przedstawiające nieżyjącego Portera Wagonera, który zapowiada utwór Allen w swoim programie muzycznym z lat 70. Przy montowaniu tej sceny użyto technologii komputerowej, by odtworzyć głos prezentera. Następnie ukazana jest wokalistka śpiewająca i tańcząca razem z zespołem w studiu telewizyjnym wystylizowanym na styl wiejski. Podczas trwania teledysku Lily śpiewa jedynie przy mikrofonie ubrana w białą sukienkę. Cały klip utrzymany jest w prostocie.

## Listy utworów i formaty singla
Międzynarodowy CD singel
1. "Not Fair" (Wersja nieocenzurowana)
2. "The Fear"

Międzynarodowy 7" vinyl singel
1. "Not Fair" (Edycja radiowa)
2. "Why"

Australijski CD singel
1. "Not Fair"
2. "The Count" (Wersja nieocenzurowana)
3. "Not Fair" (Di Angelis & Dobie 'Circus' Remix)
4. "Not Fair"  (Style Of Eye Remix)

Międzynarodowy singel digital download
1. "Not Fair" (Edycja radiowa)

Brytyjski singel digital download
1. "Not Fair"
2. "Not Fair" (Edycja radiowa)
3. "Not Fair" (Style Of Eye remix)
4. "The Fear (The Count Remix)
5. "Mr. Blue Sky"
6. "Why"

## Pozycje na listach
| Lista przebojów (2009)            | Najwyższa pozycja |
| --------------------------------- | ----------------- |
| Austria Singles Chart             | 6                 |
| Australia ARIA Singles Chart      | 3                 |
| Irlandia Singles Chart            | 3                 |
| Niemcy Singles Chart              | 17                |
| Nowa Zelandia RIANZ Singles Chart | 20                |
| Szwajcaria Singles Chart          | 6                 |
| UK Singles Chart                  | 5                 |
| United World Chart                | 29                |

## Daty wydania
| Region          | Data          | Format           |
| --------------- | ------------- | ---------------- |
| Wielka Brytania | 20 marca 2009 | Digital download |
| Wielka Brytania | 11 maja 2009  | CD singel        |
| Australia       | 20 marca 2009 | Digital download |
| Australia       | 9 maja 2009   | CD singel        |
| Niemcy          | 8 maja 2009   | CD singel        |